# 산타녜세/안니발리아노역
산타녜세 / 안니발리아노 역(이탈리아어: Sant'Agnese / Annibaliano) 또는 예전에 계획된 이름인 안니발리아노역(이탈리아어: Annibaliano)은 로마 지하철 B선의 지선인 B1선의 역이다.
이 역은 로마 제국의 황제였던 콘스탄티누스 1세의 조카의 이름을 따서 지어진 안니발리아노 광장 (Piazza Annibaliano)에 위치해 있으며, 역명은 안니발리아노 광장과 산타녜세 푸오리 레 무라 성당에서 각각 이름을 가져와서 지어졌다.

## 역사
2005년 11월부터 역 공사가 시작되었고, 2011년을 끝으로 공사가 완료되었다. 이후 2012년 6월 13일부터 운행을 시작했다.

## 시설
이 역에는 다음과 같은 시설이 있다.
- 매표기
- 장애인 전용 승차시설
- 엘레베이터
- 에스컬레이터
- 역 감시카메라 (CCTV)
- 스낵 및 음료 자판기
- ATAC 버스 정류장
- 열차 출발/도착 안내 및 광고 스피커
- SOS 시설

## 역 근처
- 산타녜세 푸오리 레 무라 기념 지구 (Complesso monumentale di Sant'Agnese fuori le mura)
- 산타 코스탄차의 무덤 (Mausoleo di Santa Costanza)
- 산타녜세 푸오리 레 무라 성당 (Basilica di Sant'Agnese fuori le mura)
- 산타녜세 지하 무덤 (Catacomba di Sant'Agnese)
- 산 주다 타데오 교회 (Chiesa di San Giuda Taddeo)
- 에리트레아 대로 (Viale Eritrea)와 코르소 트리에스테 (Corso Trieste)의 상업 지구